# La Chapelle-Rainsouin
Pour les articles homonymes, voir La Chapelle.
La Chapelle-Rainsouin est une commune française, située dans le département de la Mayenne en région Pays de la Loire, peuplée de 413 habitants (les Capellorainsouinais).
La commune fait partie de la province historique du Maine, et se situe dans le Bas-Maine.

## Géographie
| Saint-Céneré | Montsûrs              | Saint-Christophe-du-Luat, Livet |
| Saint-Céneré | La Chapelle-Rainsouin | Livet, Saint-Léger              |
| Argentré     | Soulgé-sur-Ouette     | Vaiges                          |

### Climat
Pour des articles plus généraux, voir Climat des Pays de la Loire et Climat de la Mayenne.
En 2010, le climat de la commune est de type climat océanique altéré, selon une étude du CNRS s'appuyant sur une série de données couvrant la période 1971-2000. En 2020, Météo-France publie une typologie des climats de la France métropolitaine dans laquelle la commune est exposée à un climat océanique et est dans la région climatique Moyenne vallée de la Loire, caractérisée par une bonne insolation (1 850 h/an) et un été peu pluvieux.
Pour la période 1971-2000, la température annuelle moyenne est de 11,1 °C, avec une amplitude thermique annuelle de 13,9 °C. Le cumul annuel moyen de précipitations est de 783 mm, avec 12,5 jours de précipitations en janvier et 7,1 jours en juillet. Pour la période 1991-2020, la température moyenne annuelle observée sur la station météorologique de Météo-France la plus proche, « Montourtier_sapc », sur la commune de Montsûrs à 5 km à vol d'oiseau, est de 11,5 °C et le cumul annuel moyen de précipitations est de 765,2 mm,. Pour l'avenir, les paramètres climatiques de la commune estimés pour 2050 selon différents scénarios d'émission de gaz à effet de serre sont consultables sur un site dédié publié par Météo-France en novembre 2022.

## Urbanisme

### Typologie
Au 1er janvier 2024, La Chapelle-Rainsouin est catégorisée commune rurale à habitat dispersé, selon la nouvelle grille communale de densité à sept niveaux définie par l'Insee en 2022.
Elle est située hors unité urbaine. Par ailleurs la commune fait partie de l'aire d'attraction de Laval, dont elle est une commune de la couronne,. Cette aire, qui regroupe 66 communes, est catégorisée dans les aires de 50 000 à moins de 200 000 habitants,.

### Occupation des sols
L'occupation des sols de la commune, telle qu'elle ressort de la base de données européenne d’occupation biophysique des sols Corine Land Cover (CLC), est marquée par l'importance des territoires agricoles (87,6 % en 2018), une proportion identique à celle de 1990 (87,6 %). La répartition détaillée en 2018 est la suivante :
prairies (54,3 %), terres arables (28,8 %), forêts (12,4 %), zones agricoles hétérogènes (4,5 %). L'évolution de l’occupation des sols de la commune et de ses infrastructures peut être observée sur les différentes représentations cartographiques du territoire : la carte de Cassini (XVIIIe siècle), la carte d'état-major (1820-1866) et les cartes ou photos aériennes de l'IGN pour la période actuelle (1950 à aujourd'hui).

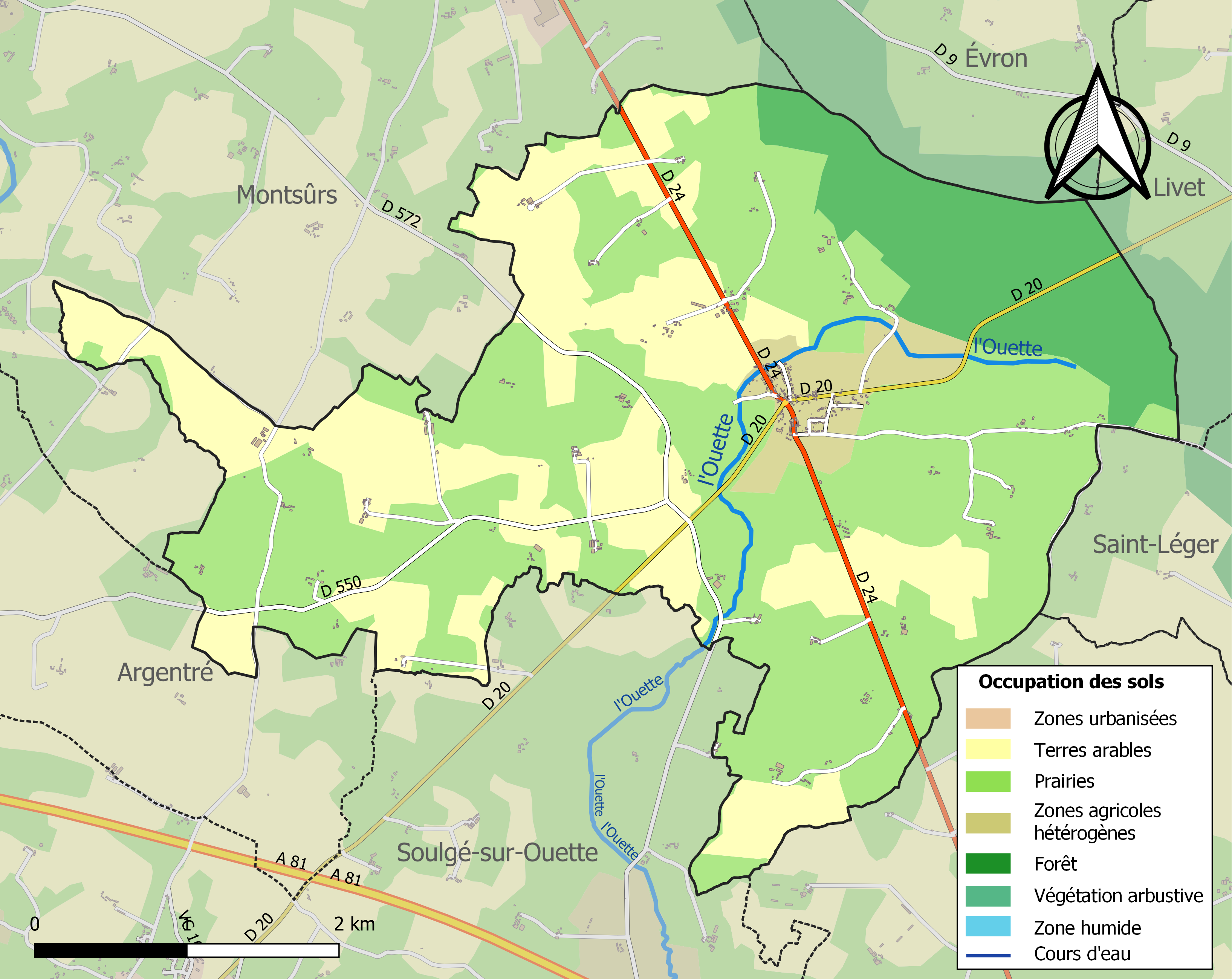
Carte des infrastructures et de l'occupation des sols de la commune en 2018 (CLC).

## Toponymie
Le toponyme est attesté sous la forme Capella Rensouens en 1214. Rainsouin serait issu de l'anthroponyme féminin francique Raginswindis. Au XVIIIe siècle, le village s'appelait « Bourg le Prêtre ».

## Histoire
Par Lettres de septembre 1664, la Chapelle Rainsouin fut érigée en baronnie de Bourg-le-Prêtre pour M. le Prêtre. Par de nouvelles Lettres d'octobre 1768, les terres de Bourg-le-Prêtre et Grillemont (?) furent érigées en marquisat sous le nom de Bailly (ou Bourg-Bailly) pour Jean-Baptiste-Joseph (de) Bailly. Le marquisat devait comprendre Brie, Gesnes, Montsurs, Saint-Léger, Saint-Cénéré, Saint-Ouen des Vallons, Soulgé-le-Bruant et Vaiges, mais cette érection fut contestée ; il ne fut enregistré au parlement de Paris que le 3 août 1778.

## Politique et administration
Le conseil municipal est composé de onze membres dont le maire et trois adjoints.

## Démographie
L'évolution du nombre d'habitants est connue à travers les recensements de la population effectués dans la commune depuis 1793. Pour les communes de moins de 10 000 habitants, une enquête de recensement portant sur toute la population est réalisée tous les cinq ans, les populations de référence des années intermédiaires étant quant à elles estimées par interpolation ou extrapolation. Pour la commune, le premier recensement exhaustif entrant dans le cadre du nouveau dispositif a été réalisé en 2007.
En 2022, la commune comptait 413 habitants, en évolution de −0,48 % par rapport à 2016 (Mayenne : −0,73 %, France hors Mayotte : +2,11 %).
La Chapelle-Rainsouin a compté jusqu'à 600 habitants en 1856.
| 1793 | 1800 | 1806 | 1821 | 1831 | 1836 | 1841 | 1846 | 1851 |
| ---- | ---- | ---- | ---- | ---- | ---- | ---- | ---- | ---- |
| 509  | 420  | 486  | 471  | 473  | 502  | 579  | 585  | 576  |

| 1856 | 1861 | 1866 | 1872 | 1876 | 1881 | 1886 | 1891 | 1896 |
| ---- | ---- | ---- | ---- | ---- | ---- | ---- | ---- | ---- |
| 600  | 594  | 566  | 527  | 527  | 467  | 461  | 469  | 486  |

| 1901 | 1906 | 1911 | 1921 | 1926 | 1931 | 1936 | 1946 | 1954 |
| ---- | ---- | ---- | ---- | ---- | ---- | ---- | ---- | ---- |
| 504  | 470  | 452  | 405  | 387  | 388  | 376  | 367  | 350  |

| 1962 | 1968 | 1975 | 1982 | 1990 | 1999 | 2006 | 2007 | 2012 |
| ---- | ---- | ---- | ---- | ---- | ---- | ---- | ---- | ---- |
| 335  | 323  | 296  | 250  | 216  | 234  | 326  | 339  | 410  |

| 2017 | 2022 | - | - | - | - | - | - | - |
| ---- | ---- | - | - | - | - | - | - | - |
| 412  | 413  | - | - | - | - | - | - | - |

## Lieux et monuments

### Autres monuments
- Château de Bailly XVe et XVIIe siècles, agrandi et reconstruit à la fin du XIXe siècle en style néogothique par l'architecte Jules Reboul[30],[31], ancien Château de la Chapelle-Rainsouin.
- Ancien prieuré bénédictin de la Ramée du XIIIe siècle, vestiges de peintures murales de la fin du XIIIe siècle, exclusivement à vocation agricole depuis le XVIIIe siècle[32].

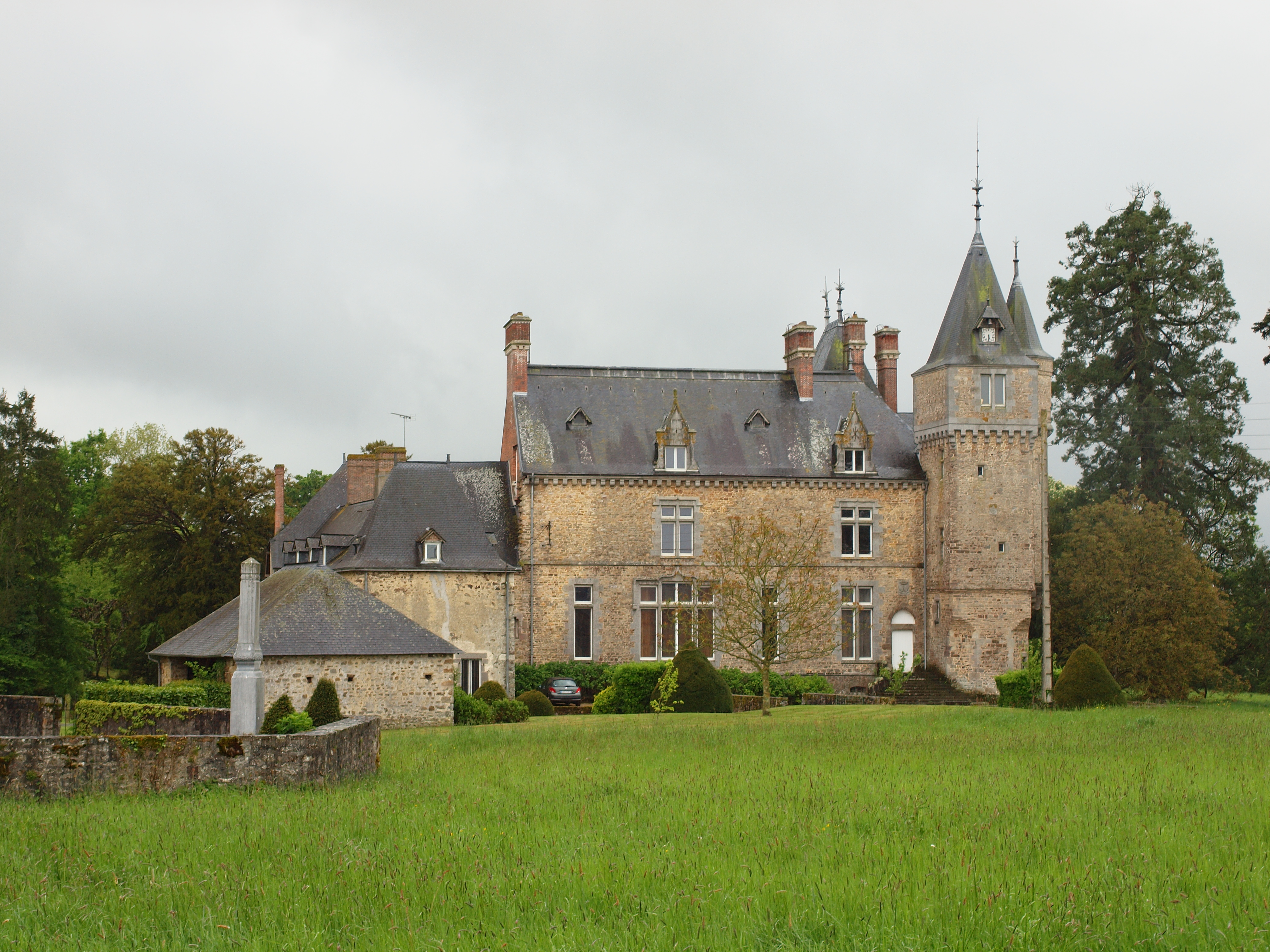
Chateau de Bailly.
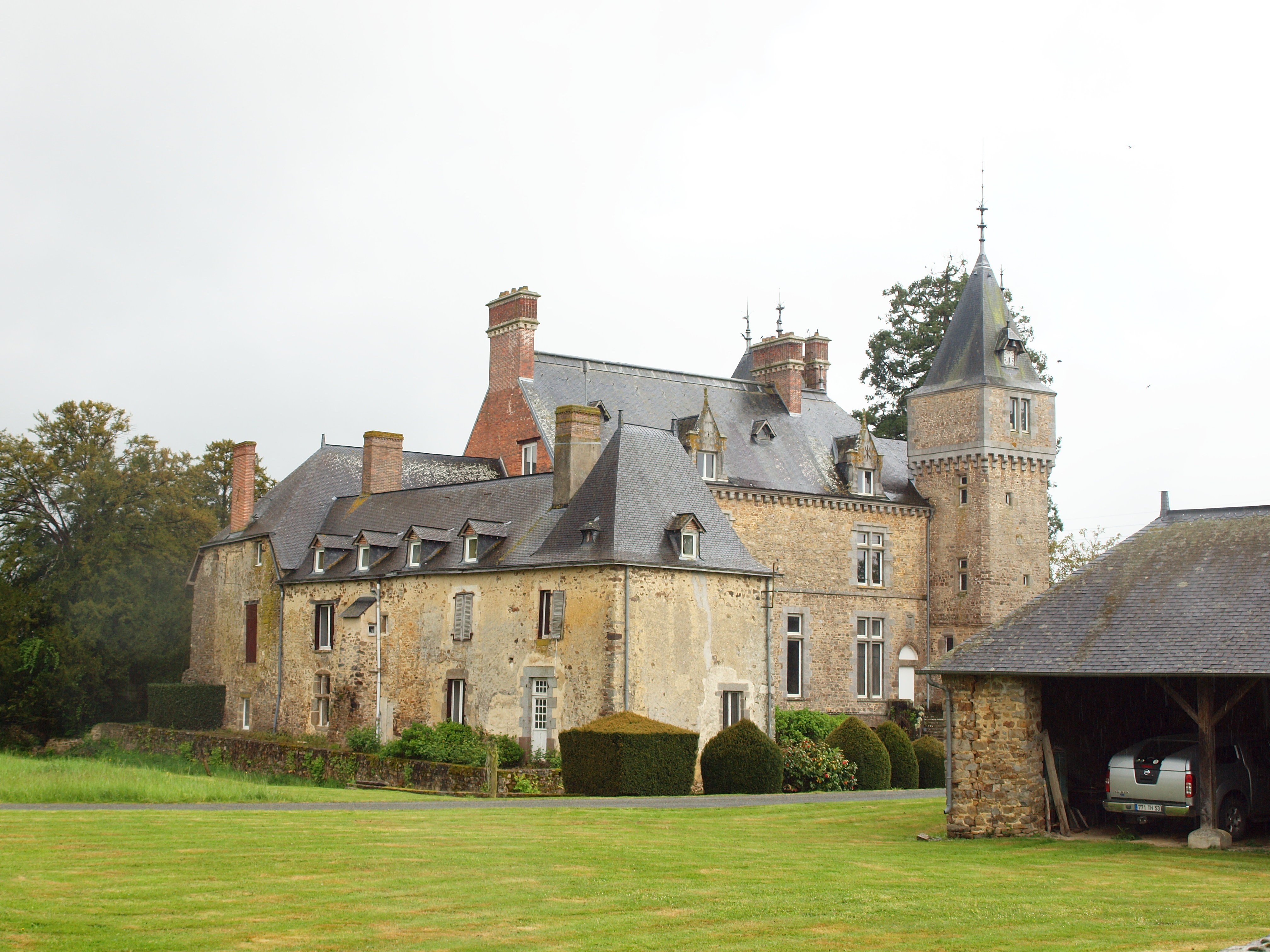
Chateau de Bailly, aile XVIIe siècle
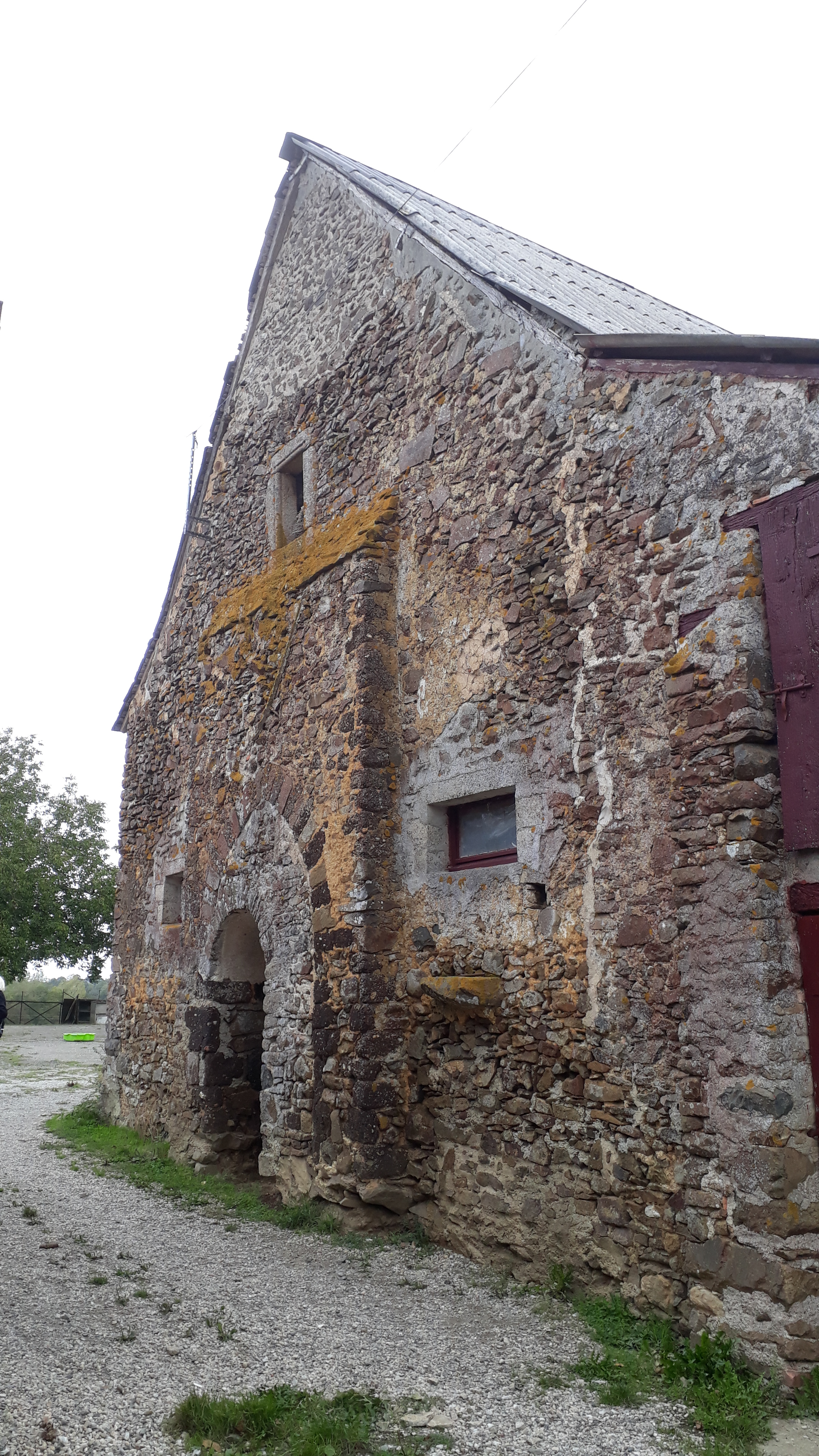
Entrée de l'ancienne chapelle du prieuré.
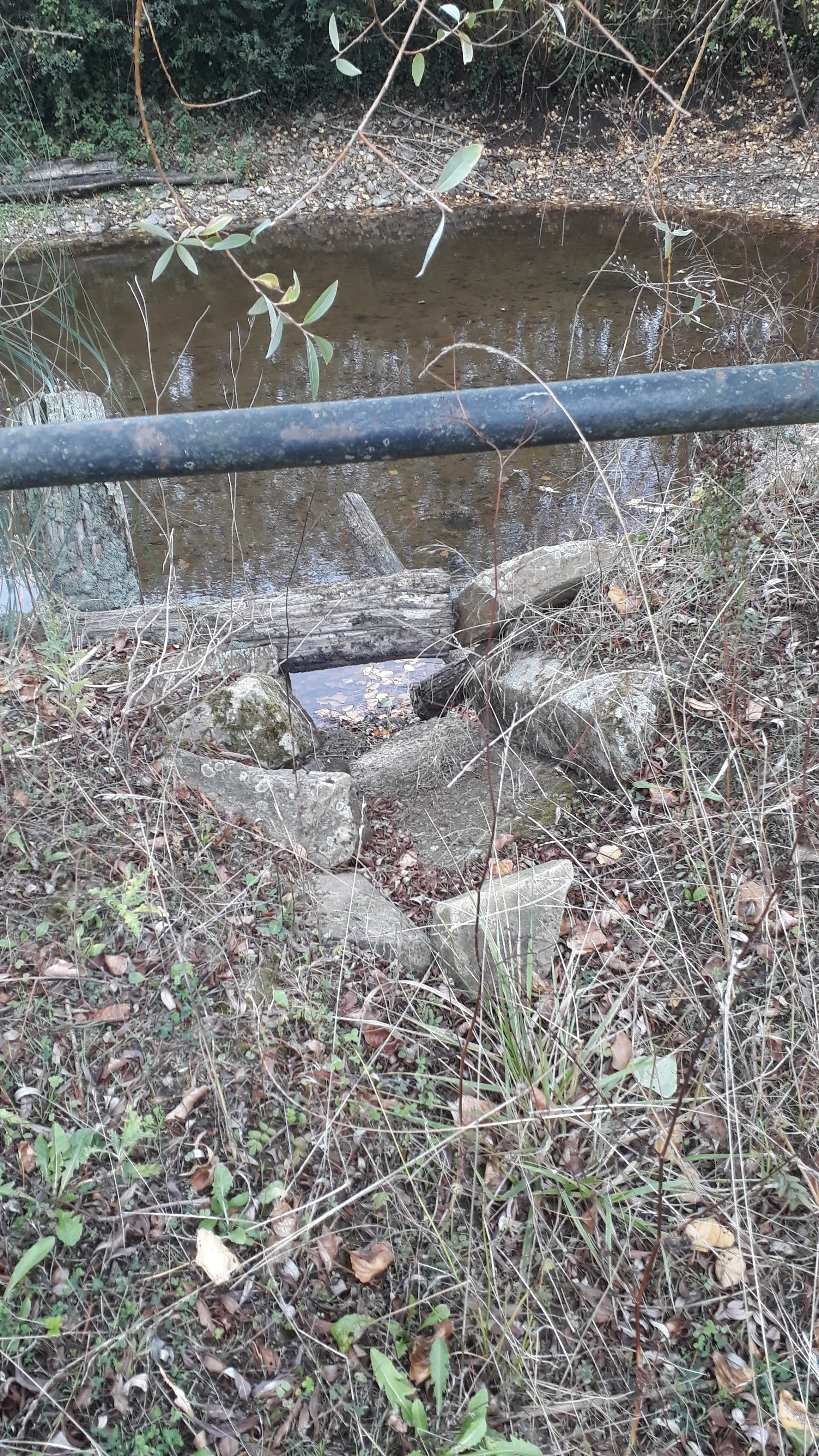
Ancien vivier du prieuré.

## Personnalités liées à la commune
- Michel Jacquet dit Taillefer, né en 1754 à La Chapelle-Rainsouin, mort en 1796, chef chouan de la division de Vaiges, enterré à La Chapelle-Rainsouin.
- « Personnalité » équine, le champion trotteur Ready Cash est né à La Chapelle-Rainsouin.